# タリコナ
タリコナ（生年不詳 - 1536年7月11日（天文5年6月23日））は、アイヌの首長である。漢字表記は多離困那。

## 経歴・人物
1529年（享禄2年）謀殺されたタナサカシと同じく、セタナイ（瀬棚）を本拠地として勢力を強めた。同年タナサカシが謀殺された情報を知ると、その娘だったタリコナの妻（名前不明）に指導されながらタナサカシと同じく、彼が謀殺された蠣崎義広が所有する勝山館の征服を復讐のために計画し妻の指導のもとに多くのアイヌが蜂起した。
しかし義広はタナサカシと同じような状況であったことにより、1536年（天文5年）に和睦と見せかけてタリコナ夫妻を酒宴にて謀殺され計画は失敗した。なお、この戦いはアイヌにおける女性のリーダー的な立場を取った先駆としてされている。